# ヒトの陰茎のサイズ

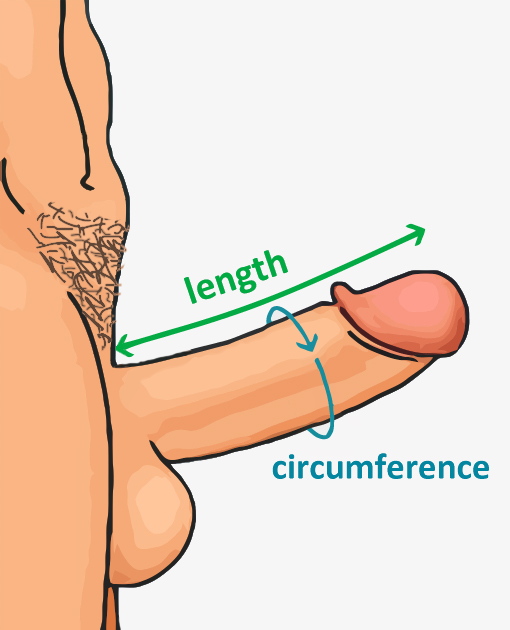
勃起したヒトの陰茎の長さと外周を測定する方法を示す図

長さによる陰茎サイズの分布。勃起した陰茎（緑）は、45%が長さ12 - 14 cmの範囲に収まる。

外周長による陰茎サイズの分布。勃起した陰茎（緑色）は、81%が外周長10 - 13 cmの範囲に収まる。

ヒトの陰茎の大きさ（ヒトのいんけいのおおきさ）は、弛緩したり勃起したりするときの長さや外周長など、いくつかの尺度による。一般的にヒトのペニスには自然による変動のほかに、覚醒レベル、時刻、室温、性行動の頻度など、特定の雄に小さな変動をもたらす要因がいくつかある。ゴリラのような大きな例を含む他の霊長類と比較して、人間の陰茎は絶対的に、そして体の他の部分と比較しても最も太い。
測定値は様々であり、自己測定に依存する研究では、医療専門家による測定を受けた研究よりも有意に高い平均値が報告されている。2015年の時点で、15,521人の男性を対象としたシステマティック・レビューと、被験者が自己測定ではなく医療専門家によって測定された現在までの最良の研究によると、勃起したヒトの陰茎の平均の長さは13.12cmであり、勃起したヒトの陰茎の平均外周長は11.66 cmであると結論している。また、勃起した陰茎の9割は10.16cmから16cmの間に収まり、4cm以下の男性と16cm以上の男性はそれぞれ全体の5%に過ぎない。弛緩した陰茎の長さは、勃起した陰茎の長さの予測因子としては不適切な場合がある。
ヒトの陰茎の成長の大部分は、幼児期から5歳までの間、思春期の開始後約1年から遅くとも約17歳までの間に起こる。
陰茎の大きさと他の身体部位の大きさとの間に統計的に有意な相関は研究では認められていない。ただし、内分泌撹乱物質の存在のような、遺伝学に加えていくつかの環境因子は陰茎の成長に影響する。なお、勃起した陰茎の長さが7cm未満であるものの、長さ以外は正常に形成された成人の陰茎は、医学においては小陰茎と呼ばれる。
一般的に陰茎は勃起すると身体の中央付近から前方に向けて突き出すように持ち上がる。
垂直に懸下していた非勃起時に比べると目視で感じる陰茎のサイズは見る角度や相手の身長等遠近感によって大きく変化するようになる。
最も長く見える角度は前斜め下から見上げる角度であり、最も太く見える角度は正面上から斜めに見下ろす角度、また最も短く見える角度は陰茎に向かって真正面の角度、最も細く見える角度は斜め下後ろから覗くように見上げる角度である。

## 研究
信頼できる研究によって結果はわずかに異なるが、ヒトの勃起時の平均的な陰茎の長さは12.9~15cm（5.1-5.9インチ）であるというのが一致している所である。
BJU Internationalで発表された過去30年間の医学研究に関するヴィールらの2015年のシステマティック・レビューでも、同様の結果が示されており、弛緩時の長さ、伸展非勃起時の長さ、および勃起時の長さの平均は、それぞれ9.16cm、13.24cm、および13.12cmであり、弛緩時の外周長および勃起時の外周長の平均はそれぞれ9.31cmおよび11.66cmであった。含まれている研究における長さは、恥骨前部の脂肪褥を骨に押し付けることにより測定したものであり、弛緩と勃起した胴回り（外周長）は陰茎の基部または中軸で測定したものである。弛緩した陰茎の長さよりも、伸長時の陰茎の長さの方が勃起した陰茎の長さとの相関が強い。

### 長さ

#### 弛緩時
ある研究では、弛緩した陰茎の平均長さは8.9cm（スタッフによる測定）。いくつかの研究のレビューでは、弛緩時の長さは平均9～10cmであることが判明した。
日本人の弛緩時の陰茎の大きさに関して、いくつかの調査がある。1981年に行われた日本人の全国規模のアンケート調査のデータ（有効回答者数664人）によると弛緩時の陰茎長は8.11±1.54cmであり、2006年から1年間の間に泌尿器科外来を受診した324人の日本人男性（年齢中央値は61歳）を対象にした医師が測定した調査では、弛緩時の陰茎長は7.9cmであった。2008年に発表された男性不妊症を除く性機能障害患者100人を対象にした測定調査では、弛緩時の陰茎長は8.20±1.13cmであった。また、2019年に発表された法医学的剖検を受けた419人の日本人男性の死体（年齢中央値61歳）を用いた横断調査によると、弛緩時の陰茎長は13～19歳（6人）で8.3±0.9cm、20～29歳（27人）で7.9±1.8cm、30～39歳（44人）で7.7±1.6cm、40～49歳（57人）で7.3±1.9cm、50～59歳（60人）で7.9±1.9cm、60～69歳（84人）で7.7±2.0cm、70～79歳（73人）で7.9±2.0cm、80～89歳（58人）で7.8±1.7cmであった。
陰茎と陰嚢は、寒冷温度や神経質さに反応して、精巣挙筋（挙睾筋）の作用により不随意に収縮することがある。このことはスラングで「収縮」と呼ばれる。同様の現象はサイクリストやエクササイズバイクの利用者にも影響を及ぼし、自転車のサドルからの会陰部への長時間の圧迫と運動の負荷によって陰茎や陰嚢は不随意に収縮する。誤ったサドルは、最終的に勃起機能不全を引き起こすことがある（詳細は股圧迫を参照）。

#### 伸長時
弛緩した陰茎の大きさや年齢も勃起時の陰茎の長さを正確に予測できなかった。伸長した長さは、ある場合には勃起した長さと相関していた。しかしながら、別の研究によると、伸張時の長さと勃起時の長さの非常に大きな違いがあることがわかった。ある研究は陰茎を伸ばしている間におおよそ450gの最小張力が勃起時の長さに到達するために必要だということを発見した。 また、この研究は泌尿器科医がこの研究で加えた張力が450gより有意に低いことも発見した。これは伸長時の長さと勃起時の長さの違いを説明できる。
- 2015年の15,521人の男性を対象にした研究では、伸長した弛緩時の陰茎の平均的な長さは13.24cmである。これは、人間の勃起した陰茎の平均的な長さである13.12cmとほぼ同じである[13]。
- 欧州泌尿器科で発表された約3,300人の男性を対象にしたイタリアの研究では、伸長した弛緩時の陰茎の平均的な長さは約12.5cmであった。さらに、325人の男性で構成されているサンプルのランダムなサブセットで相関関係が確認された。研究者は、いくつかの統計的に有意なスピアマンの順位相関関係を発見した。弛緩時の陰茎の長さと身長の相関は0.208、体重との相関は-0.140、BMIとの相関は-0.238であった。また、弛緩時の陰茎の外周長と身長の相関は0.156、伸長時の陰茎の長さと身長の相関は0.221、体重との相関は-0.136、BMIとの相関は-0.169であった。研究者は加えて、重要でない相関をいくつか報告した[14]。

日本人の伸長時の陰茎の大きさに関して、いくつかの調査がある。2006年から1年間の間に泌尿器科外来を受診した324人の日本人男性（年齢中央値は61歳）を対象にした医師が測定した調査では、伸長時の陰茎長は11.7cmであった。2019年に発表された法医学的剖検を受けた419人の日本人男性の死体（年齢中央値61歳）を用いた横断調査によると、伸長時の陰茎長は
13～19歳（6人）で12.2±1.4cm、
20～29歳（27人）で11.8±1.8cm、
30～39歳（44人）で11.6±1.4cm、
40～49歳（57人）で11.3±2.2cm、
50～59歳（60人）で11.5±1.9cm、
60～69歳（84人）で11.3±2.1cm、
70～79歳（73人）で11.0±2.1cm、
80～89歳（58人）で10.6±1.8cm
であった。

#### 勃起時
科学的研究は、成人男性の勃起した陰茎の長さを対象にして実施された。インターネット調査を含む自己測定に依存している研究は、医学的または科学的方法を使用して測定をした研究よりも、より長い平均値が一貫されて報告されている。
次に示される研究は、第三者が測定したものであるが、サンプルバイアスや自己選択バイアスを引き起こす可能性のある人間集団のさまざまなサブグループで構成されている（別の言い方をすれば、特定の年齢範囲、人種、性に関して医学的懸念を持っている人などに偏っている）。
- 1996年9月のJournal of Urologyで発表された80人の健康な男性の研究では、勃起時の陰茎の平均の長さは12.9cmであった[3]。この研究の目的は、「陰茎増大を考慮した患者に対するカウンセリングを支援するために、陰茎の長さと外周長に関するガイドラインを提供すること」であった。肉体的に正常なアメリカ人男性80人（多様な民族性、平均年齢54歳）は、薬を用いて勃起させられた。「対象者の年齢や弛緩時の陰茎の大きさも、勃起した陰茎長を正確に予測していなかった」と結論付けられた。
- 2000年12月の国際インポテンスリサーチに発表された研究では、50人のユダヤ人の白人男性の平均勃起陰茎の長さは13.6cmであった[4]。この研究は、「勃起時の陰茎の長さを予測するために、弛緩時の陰茎の臨床的な、そして工学的なパラメーターを特定すること」を目的として行われた。勃起障害について評価された50人のユダヤ人の白人患者（平均年齢47±14歳）は薬を用いて勃起させられた。なお、陰茎に異常がある人物や、EDが複数の心理的原因に起因している可能性のある人物は研究から除外されている。
- 2007年にBJU Internationalで掲載されたレビューでは、勃起時の陰茎の平均的な長さは14～16cm、勃起時の外周長は12～13cmであることが示された。この論文は、いくつかの国で異なる集団で行われた12の研究の結果を比較している。レビューにはさまざまな測定方法の研究が含まれていた[6]。
- International Journal of Impotence Researchに掲載された18 - 60歳の男性500人を対象としたインドの研究では、弛緩時の長さ、伸展時の長さ、勃起時の長さについて、それぞれ8.21cm、10.88cm、13.01cmであることがわかった[11]。
- 1971年に公開された21歳から31歳までの702人の男性を対象にした韓国の研究では、勃起時の陰茎の平均の長さは12.7cmであることがわかった[17]。1998年に行われた150人の韓国人に関する別の研究では、勃起時の陰茎の平均の長さは13.42cmであった[18]。1999年に公開された279人の韓国人男性を対象にした3番目の研究では、勃起した陰茎の平均長さは12.66cmであった[19]。2016年に公開された248人の韓国人男性を対象にした最新の研究では、勃起時の陰茎の平均の長さは13.53cmであった[20]。

日本人の勃起時の陰茎の大きさに関して、第三者による測定の調査は非常に稀である。1981年に行われた日本人の全国規模のアンケート調査のデータ（有効回答者数664人）によると勃起時の陰茎長は13.91±1.65cmである。オナホールの製造と販売を行うTENGAは、自身の陰茎と適切なサイズのオナホールを探すTENGA FITTINGというサービスで、50万人分の自己申告データを分析したところ、平均の勃起時の陰茎長は13.56cmであった。

### 勃起時の外周長
成人の完全に勃起した陰茎の外周長の研究に関しても同様の結果があり、通常は中軸を対象にして測定される。長さの場合と同様に、自己測定に依存した研究では、第三者による測定よりも一貫して有意に高い平均が報告されている。実験室で測定された陰茎のサイズの研究では、勃起時の平均的な陰茎の外周長は11.66cmであった。
日本人の勃起時の陰茎の大きさに関して、1981年に行われた日本人の全国規模のアンケート調査のデータ（有効回答者数664人）によると勃起時の外周長は11.94±1.53cmである。オナホールの製造と販売を行うTENGAは、自身の陰茎と適切なサイズのオナホールを探すTENGA FITTINGというサービスで、50万人分の自己申告データを分析したところ、平均の勃起時の外周長は10.01cmであった。

### 出生時のサイズ

陰茎の長さと精巣容量の成長曲線 （W.A.Schonfeld, 1943.）オレンジ色の線がペニスの長さ、青い線が精巣の容量、背景の色がタナー段階を表す。

出生時の伸長した陰茎の平均の長さは約4cmで、新生児の90%は2.4～5.5cmである。出生から5歳までの間に陰茎において限られた成長が起こるが、5歳から思春期の開始までの間ではほとんど成長はしない。思春期の初めの平均サイズは6cmで、約5年後に成人サイズに達する。WAシェーンフェルドは、1943年に陰茎成長曲線を発表した。

### サイズと年齢
陰茎の大きさの領域に関する研究をレビューした論文の著者は次のように結論する。「弛緩時の陰茎の長さは、出生時は4cm未満であり、顕著な成長がある思春期までほとんど変化することない」。
年齢は陰茎の大きさと負の相関があるとは考えられていない。「個々の研究が示唆するところによると...年配の男性に焦点を当てた研究では陰茎の大きさが小さいが、ワイリーとアードリーはさまざまな研究の結果を照合したときに全体的な違いは見つからなかった（60年以上）」。

### サイズと身長の関係
2015年の研究レビューでは、伸長時、弛緩時の長さが身長と中程度に相関する2つの研究があること、弛緩時、伸長時、勃起時の長さが身長と弱く相関する7つの研究があること、弛緩時の長さと身長の間に相関がないことがわかった2つの研究があることが示された。

### サイズと手の関係
ある研究では、指比との関係を調査し、人差し指よりも薬指の方が長い男性は、陰茎がわずかに長いことがわかった。しかし、手の大きさによって陰茎の大きさが予測されるという一般的な誤解は信頼性がない。

### サイズと人種の関係
陰茎の大きさが人種によって異なるという考えには、科学的な裏付はない。2005年の研究では、「黒人がとても大きな陰茎を持っているという科学的な背景はない」と報告されている。実際、タンザニア出身の253人の男性を対象にした研究では、タンザニア人男性の伸長した弛緩時の陰茎長の平均は11cmで、世界平均（13.24cm）よりも小さく、勃起時の陰茎の長さの平均は13.12cmであった。
ナイジェリア人の男性115人を対象にした研究では、ナイジェリア人男性の伸長した弛緩時の陰茎長の平均は13.37cmで、これは世界平均（13.24cm）とほぼ同じで、勃起時の陰茎の長さの平均は13.12cmであった。2015年のシステマティックレビューでは、利用可能な文献から陰茎の大きさと人種に関する結論を引き出すことは不可能であり、さらに研究を行う必要があることがわかった。

## 性科学
ヒトの陰茎の長さは男性ホルモンの影響を強く受ける。統計的に陰茎長は精巣容積、BMI、総テストステロン値と有意な相関関係がある。このため、陰茎長は前立腺癌患者にとってPSA値と共に、その治療予後に大きな影響を与える項目である。前立腺癌のグリーソン分類にも陰茎長は影響を与える。ただし、影響があるのは70歳以下の患者に限定され、71歳以上の高齢前立腺患者では有意差がなくなるとされる。
テストステロンのようなアンドロゲンは、思春期の陰茎の増大と伸長の要因である。陰茎の大きさは、思春期の間のテストステロンレベルの増加と正の相関が見られる。しかし、思春期の後にテストステロンを投与しても陰茎の大きさに影響はない。また、成人男性におけるアンドロゲン欠乏は陰茎がわずかに小さくなるだけである。成長ホルモン（GH）やインスリン様成長因子1（IGF-1）も陰茎の大きさに関与し、重要な発達段階でそれらが欠乏すること（成長ホルモン欠乏症やラロン症候群などでみられる）は、マイクロペニスに繋がる可能性がある。

## 分散

### 遺伝
ホメオボックス（Hox a,d）遺伝子のような特定の遺伝子が、陰茎の大きさの調節を果たしている可能性がある。ヒトでは、AR遺伝子がX染色体上のXq11-12に位置し、陰茎の大きさを決定している可能性がある。また、Y染色体上に位置するSRY遺伝子が何らかの役割を果たしている可能性がある。大きさの変異はしばしば新規突然変異に起因する。下垂体成長ホルモンやゴナドトロピンの欠乏、そして軽度のアンドロゲン不応症は、陰茎が小さくなる原因となることがあるが、幼児期の時点では成長ホルモンやテストステロンを用いた治療を行うことで、対処をすることができる。

### 条件
成人で勃起した陰茎の長さが7cm未満の陰茎で、その他の点で正常に形成されている陰茎は、医学的には小陰茎症（マイクロペニス）と呼ばれる。この疾患は男性の0.6%に発症する。特定可能な原因はいくつかあり、下垂体成長ホルモンやゴナドトロピンの欠乏、軽度のアンドロゲン不応症、さまざまな遺伝的症候群、そして特定のホメオボックス遺伝子の変異などが挙げられる。いくつかのタイプの小陰茎は、幼児期に成長ホルモンやテストステロン治療で対処することができる。成人の小陰茎の場合、陰茎のサイズを大きくする手術も利用できる。

### 環境の影響
個人間の陰茎の大きさの違いは、遺伝学だけでなく、文化や食事、化学物質、汚染にさらされることといった環境要因によっても引き起こされることが示唆されている。化学物質への暴露が原因である内分泌攪乱は、人体に様々な悪影響をもたらすが、男性器や女性器の変形を引き起こしている。農薬、抗菌性トリクロサン、プラスチック用可塑剤といった合成化学物質、そしてティーツリーオイルやラベンダーオイルに含まれる天然化学物質、どちらの化学物質も、程度の差はあるが内分泌撹乱を引き起こしている。
PCBと可塑剤DEHPはどちらも、より小さい陰茎に関連している。妊婦の尿から測定されたDEHP代謝物は、陰茎幅の減少、肛門性器間距離の短縮、そして新生児の男の子の精巣下降不全と有意に関連しており、動物で確認された影響を再現している。米国女性の約25%のフタル酸エステルの濃度は、この研究と同程度である。
アンカラ大学医学部による2007年の研究では、外部放射線療法と併用したホルモン療法の結果、陰茎が短くなることがあった。さらに、ジエチルスチルベストロール（DES）などのエストロゲンベースの不妊治療薬は、性器の異常や小さい陰茎（小陰茎）と関連している。
2016年の韓国の研究では、新生児の男性における割礼は陰茎が短いことと関連していることがわかった。

### 疾病による影響
アルバニー医科大学の泌尿器科医のチャールズ・ウェリバーによると重篤な勃起不全の男性はおそらく全員陰茎のサイズが縮小する可能性が高いと述べた。とりわけ癌を患って前立腺を切除し、6週間から12週間まったく勃起しない場合は、全員ペニスのサイズが縮小しているという。
2021年に医学誌ランセットで報告された新型コロナウイルスの後遺症に関する調査によると、回答者全体の10%未満の割合で「精巣／陰茎のサイズの縮小」という報告が含まれていた。アルバニー医科大学の泌尿器科医のチャールズ・ウェリバーは新型コロナウイルス感染症と勃起不全の関連性が指摘されていると述べ、また、泌尿器科医アシュリー・G・ウィンターによると新型コロナウイルス感染症による男性器への悪影響は、勃起不全と関係する血管内皮機能障害と関連しているかもしれないとした。
2021年5月に発表された新型コロナウイルス感染症と勃起不全に関する研究によると、初期感染時から長期間が過ぎても、人間のペニス内でウイルスの痕跡が発見されたことがわかり、ウイルスがペニス内の血流に影響を与えたことによって勃起機能の不全につながった可能性があることを示唆した。

## 歴史的認識

### 先史時代と初期文明
陰茎の大きさの認識は文化特異的である。先史時代の彫刻やペトログリフの中には誇張された勃起した陰茎を持つ男性像を描いたものもある。古代エジプトの文化的・芸術的慣習では、大きなペニスは猥褻だと考えられていたため、一般的に芸術作品に登場することはなかったが、トリノの性的なパピルスでは、むさくるしい禿げ頭の男性像が誇張された大きな性器とともに示されている。エジプトの神ゲブは時に巨大で勃起した陰茎で表され、また神であるミンはほとんど常に勃起して表されている。

### 古代
古代ギリシャ人は小さな男性器が理想的だと信じていた。研究者たちは、古代ギリシャ人のほとんどがおそらく他のヨーロッパ人とほぼ同じ大きさの男性器を備えていたと考えているが、ギリシャの美少年を題材とした芸術的描写では、男性器は異常に小さく、包皮が不相応に大きく描かれており、これらが理想的であったことを示している。ギリシャ美術の大きなペニスは、サチュロスのような滑稽でグロテスクな人物のためだけに用意されている。サチュロスは、ばかばかしいほど大きなペニスとともにギリシャ美術に登場する、馬のような恐ろしい森林地帯の精霊である。古代ギリシャ喜劇で男性キャラクターを演じた俳優たちは、衣装の下に巨大な偽の赤いペニスをぶら下げていた。これは馬鹿げていて笑われることを目的としていた。
アリストファネスの喜劇の「雲」では、「ミスター・グッド・リーズン」は、登場人物であるファイディピデスに理想的な若者の説明をしている。それは「胸の輝きと肌の輝き/肩幅の広い、小さな舌/素晴らしいお尻と小さな男性器」というものである。ギリシャ神話では、多産の神プリアポスは、ずっと永久に勃起していた非常に大きな陰茎を持っていた。そのプリアポスは醜悪で魅力がないと広く考えられていた。ロドスのアポローニオスのアルゴナウティカの研究によると、プリアポスの母で愛と美の女神アフロディーテがプリアポスを生んだ時、彼女はそのペニスの大きさ、巨大な太鼓腹、巨大な舌に恐怖を感じ、プリアポスを捨てて荒野で死んだ。牧夫がプリアポスを見つけて息子として育て、後にプリアポスが自身の巨大なペニスを使って植物の成長に役立つことができることを発見した。
それにもかかわらず、ギリシャ人が大きな男性器に対して開放的だったことを示す兆候がある。アテネの正門の外には誇張された男性器を持つヘルメス神の像があり、紀元前275年のアレクサンドリアでは、ディオニュソスに敬意を表した行列が55メートルの陰茎を街中に運び、賛美歌を歌ったり詩を暗唱することで人々はそれを崇拝していた。ローマ人はギリシャ人とは対照的に大きな陰茎を崇拝していたようで、ポンペイの遺跡から多数の大きな陰茎が回収された。プリアポスの描写は、ローマのエロティックな芸術と文学において非常に人気があった。彼に捧げられた卑猥な詩が80以上残っている。
聖書では陰茎の大きさが仄めかされている ： 
18彼女があんなにあからさまに淫行を続け、素っ裸を見せびらかした時、彼女の妹に嫌悪を感じたように、私は彼女に嫌悪を感じた。19しかし、若いときのことを思い出しながら、さらに娼婦を増やした。エジプトの地20で売春婦と遊び、そこの愛人たちを慕っていたが、その人たちはロバのようで、その問題は馬のようだった。Ezekiel 23:18-20 英語標準版
古代中国の伝説によると、嫪毐（ろうあい）は史上最大のペニスを持ち、秦始皇の母である趙太后と宦官を装って不倫をしたとされる（c.紀元前280～228年）。
サンスクリット語で書かれた古代インドの性的な経典カーマ・スートラは、おそらく西暦2世紀から4世紀の間に書かれたもので、男性を陰茎の大きさによって、「野ウサギ」の大きさ（勃起時5～7cm）、「雄牛」の大きさ（10～15cm）、「馬」の大きさ（18～20cm）の3つに分類している。またこの文章では、女性の膣を三つの大きさ（「シカ」、「雌馬」、「象」）に分け、男性に対してセックスをする女性の膣の大きさと自分の陰茎の大きさが一致するようにアドバイスしている。そして、医学的に疑わしいが、スズメバチの針を使ってペニスを大きくする方法について解説をしている。

### 中世とルネサンス

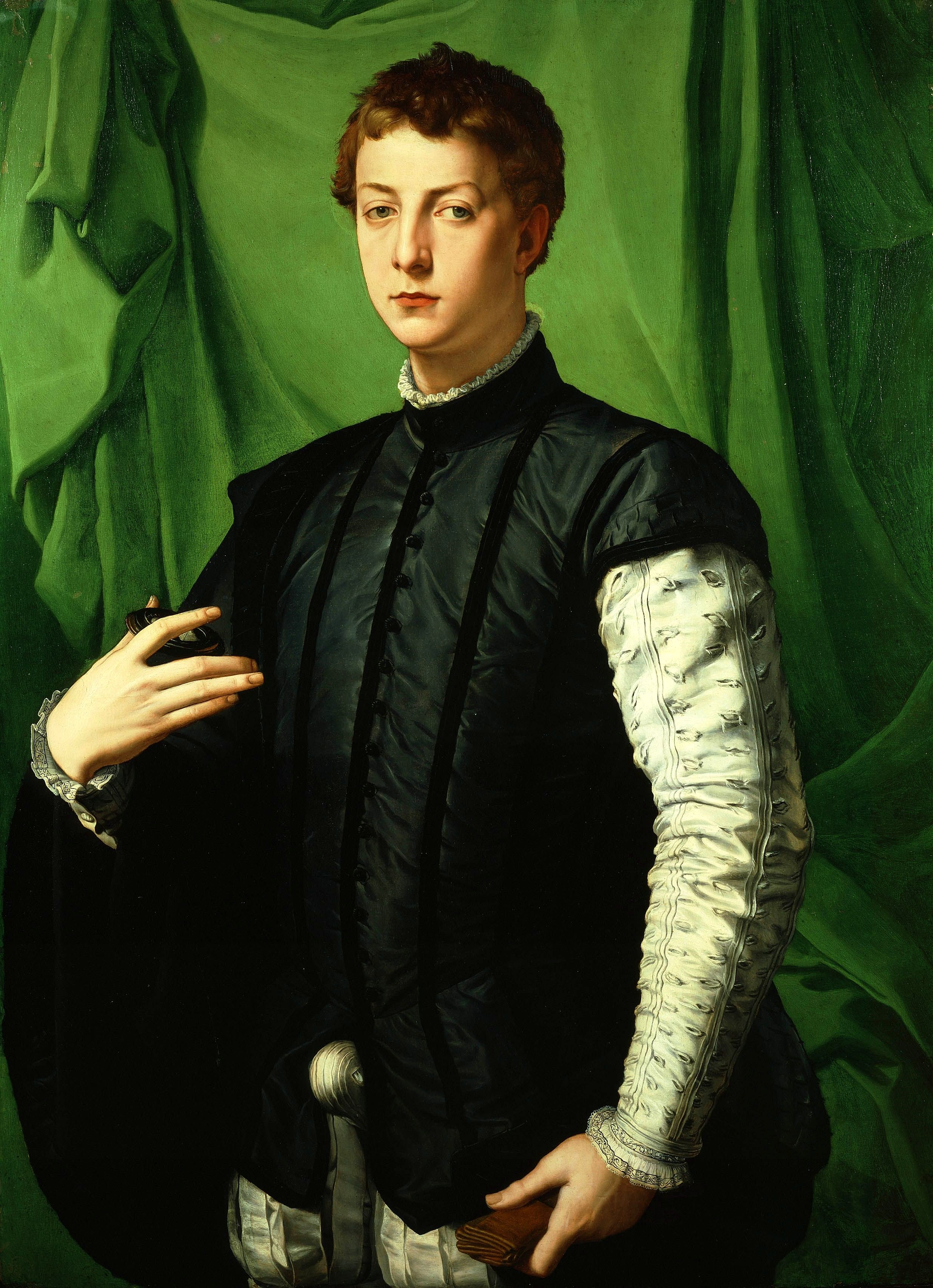
アーニョロ・ブロンズィーノによるルドビコ・カッポーニの肖像（c.1550～1555年に作成）は、若い男性のジャケットの下からコッドピースがあるのを示している。大きなコッドピースであるほど、よりファッショナブルであるとみなされた。

中世アラビア文学では、アラビアンナイトの説話に描かれているように、長い陰茎が好まれた。9世紀のアフリカ系アラブ人作家ジャーヒズは、この幻想を機知に富んだ風刺として、「もし陰茎の長さが名誉の印ならば、ラバはクライシュ族（ムハンマドが属し、彼が子孫を残した部族）に属するだろう」と書いている。
中世のノルセメン人は陰茎の大きさを男らしさの尺度とみなした。ベルゲンの13世紀の呪文は、ルーン文字で刻まれた木の棒で、身につけたものに次のように約束している。「赤のランヴェイグとヤるんだ。そうすれば人間のブツより大きく、馬のブツより小さいくなる」。フラート島本のオーラヴ2世の人生の14世紀後半の記述は、カルト工芸品として使用される保存された馬のペニスを中心とした異教徒の儀式を記述している。教団の信者たちは輪になってたむろし、賛歌を詠み、教団や他の信者たちに、性的に挑発的な行動をとるよう促した。
ルネサンス時代に、ヨーロッパの一部の男性は、性器を強調するコッドピースを着用し始めた。陰茎を大きく見せるために着用されたという直接的な証拠は見つかっていないが、大きなコッドピースであるほど、ファッショナブルであると見なされていた。

## 現代の認識

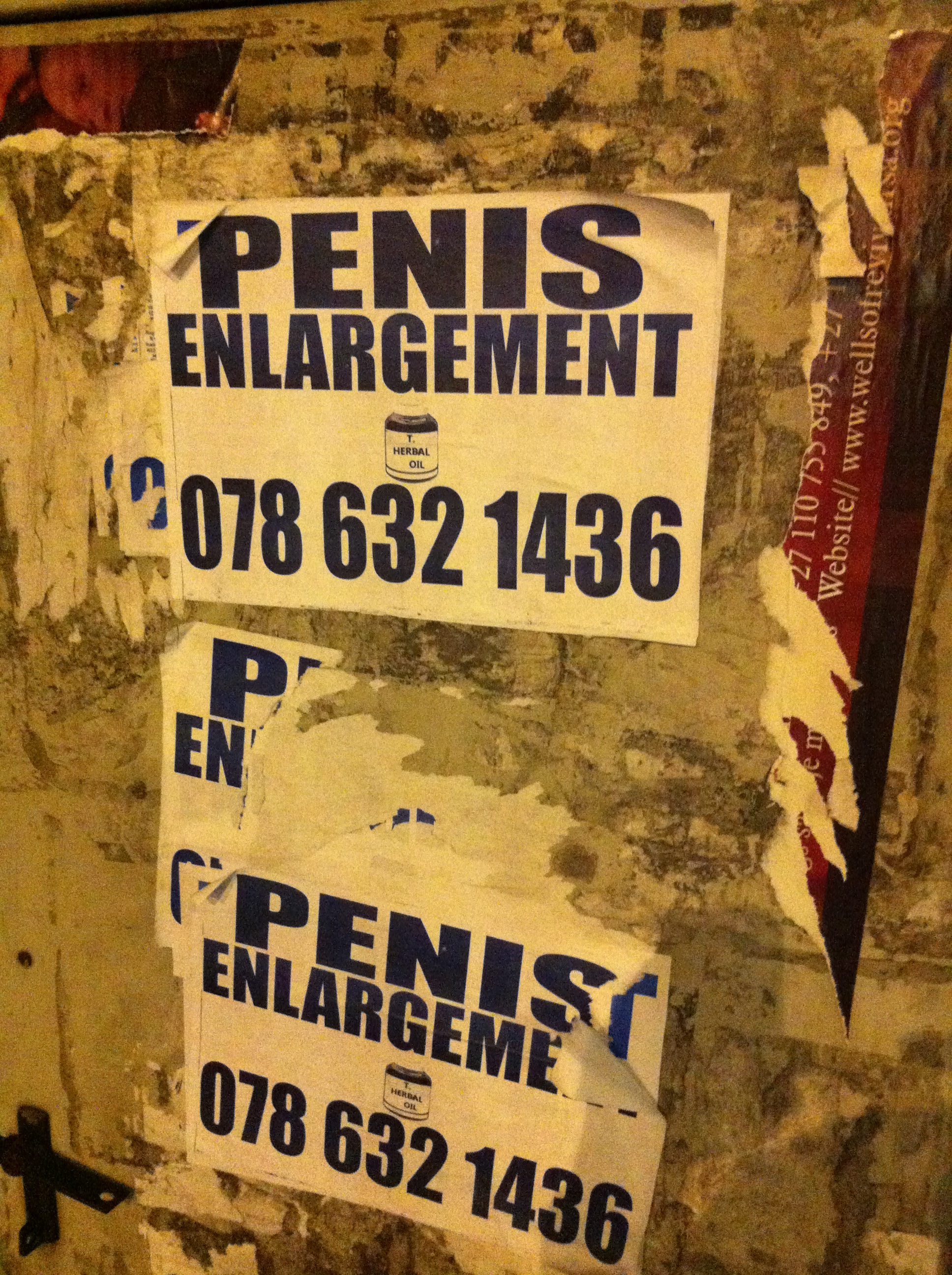
南アフリカのペニス拡大広告

### 男性の自己認識
男性は自分の陰茎の大きさを他人のものよりもひどく過小評価することがある。性科学者の調査によると、自分の男性器の大きさが不十分だと思っていた男性の多くが、平均的な大きさの男性器を持っていた。別の研究では、陰茎の大きさが小さいことを心配している患者 （そのほとんどが医学的に正常とみなされる陰茎について誤った考えを持っていた） には、標準的な陰茎の大きさに関する性教育が有用であり、心配を緩和することがわかった。大きなペニスを持っているという認識は、自尊心の高さと関連していることがしばしばある。民間伝承では、陰茎が萎縮することへの恐れから、ペニスパニックと呼ばれる集団ヒステリーが生じているが、陰茎はペイロニー病と呼ばれる病気によって陰茎に瘢痕組織が形成され、そのサイズが小さくなることが十分あり得る。ペニス増大製品のマーケティング担当者は、ペニスに関する知識が不足することによる恐怖を利用しているが、すでに正常範囲に入っている勃起した陰茎の厚さや長さを永続的に増加させる任意の非外科的技術について、科学界ではコンセンサスは見られない。

### 縮小と増大
陰茎の大きさに関連した個人的な関心の広がりは、陰茎の大きさに関連した多くの民間伝承や大衆文化へ反映されていった。ペニスパニックは、性器退縮症候群として知られる陰茎の除去や萎縮が関与する集団ヒステリーの一種である。男性器は、最大で10%の男性にみられるペイロニー病と呼ばれる病気によって、瘢痕組織が形成されるために著しく萎縮する。
ペニスポンプ、錠剤、その他の男性器を大きくするための、怪しげな手段のような製品は、スパムメールにおいて最も市場に出回っている製品の一部である。現時点では、すでに正常範囲（11.43～17.78cm）に含まれている、勃起した陰茎の厚さや長さを、永続的に増加させる非外科的技術に関して、科学界ではコンセンサスが存在しない。

### 男性同性愛者
ユトレヒト大学で行われた研究では、男性同性愛者の大多数が大きな男性器を理想的と考えており、そのペニスを持つことは自尊心につながっていることがわかった。キンゼイ博士の自己報告データを分析したある研究では、同性愛の男性の平均な陰茎は、異性愛者の男性の平均な陰茎よりも大きいことがわかっている（異性愛者の男性では15.21cmで、同性愛者の男性では16.05cm。また、外周は異性愛者の男性では12.19cmで、同性愛者の男性は12.57cm）。

### 他の身体部分のサイズ
陰茎の大きさと他の体の部位の大きさとの間に統計学的に有意な相関は研究では見出されていない。シミノスキーとベインの研究（1988）では、伸長した陰茎の大きさと足の大きさ、身長との間に弱い相関が認められた。しかし、実用的な推定量として用いるには弱すぎるものである。シミノスキーとベインの研究を引用したシャーとクリストファー（2002）による別の研究では、靴のサイズと伸長した陰茎の大きさとの間に関連性があることを示す証拠は見つからなかった。「陰茎の長さと靴の大きさの関係は科学的根拠がないと考えられている」。
生殖器の奇形とヒトの四肢との間には関連があるかもしれない。胚における陰茎の発生は、四肢の発生を制御するものと同じHox遺伝子（特にHOXA13とHOXD13）によって制御されている。四肢の成長を制御するいくつかのHox遺伝子の変異は、生殖器の奇形（手足性器症候群）を引き起こすことがわかっている。

## 性的パートナー間のサイズ選好の研究
テキサス-パンアメリカン大学により実施され、BMC Women's Healthに掲載された小規模な研究では、大学で人気のある男性アスリート2人によって、50人の女子大生を対象に性的満足度に関する意識調査が行われ、陰茎の長さよりも陰茎の幅の方がより満足に感じるという結論に達した。この場合、被験者は陰茎の長さについて、2つの選択肢のうちからどちらかを選ぶよう求められた（サイズは指定されていない）。また、女性は与えられた2つの選択肢の中から選択したため、陰茎の大きさが全体的に性的満足度に影響することを示すかもしれないと結論された。
Psychology Todayの特集記事で、男性の身体イメージについて1,500人の読者（約2/3の女性）が調査された。女性の多くは特に陰茎の大きさに関心がなく、71%以上が男性は陰茎の大きさと形の重要性を強調し過ぎていると考えていた。一般的に、女性は男性が考えていたよりも幅を気にしていて、男性が考えていたよりも長さを気にしていなかったが、女性のどちらかを気にかけるかに関しては同様のパターンを示した。
グローニンゲン大学病院で実施された別の研究では、出産したばかりの性的に活発な女性375人に陰茎の大きさの重要性を尋ね、その結果、女性の21%が長さが重要であると感じ、32%が太さが重要であると感じていることがわかった。
2013年初めにオーストラリア国立大学で行われた研究では、陰茎の大きさが男性の性的魅力に影響し、男性の身長が高いほど効果が大きいことがわかった。この研究では、身長などの身体的属性を変えた等身大の3Dコンピューター画像が示され、女性は通常3秒以内に好みの体型を登録した。より背の高い男性のより大きな陰茎を好む傾向は顕著であった。
2015年に発表された米国の研究では、3Dプリントによって印刷された33個の男性器のモデルを参考に、75人の女性が陰茎の評価を行った。その結果、長期的なパートナーには陰茎の長さが16cm、陰茎の外周は12.2cmの男性器が好まれ、一夜限りの関係では陰茎の長さが16.3cm、陰茎の外周は12.7cmの男性器が好まれた。

## 進化
ヒトの陰茎は、絶対的な意味でも他の身体の部位と比較しても、他の霊長類よりも太い。初期の研究では、不正確な測定に基づいてヒトの陰茎は長いと結論付けられていたが、実際には一般的なチンパンジーの陰茎はヒトより短くはなく、チンパンジーの陰茎の長さは平均14.4 cmであり、他の霊長類の中には体重に比例した大きさの陰茎を持つものもいる。
陰茎が太くなった進化上の理由は確立されていない。1つの説明として、陰茎が太くなるのは、それに対応して膣の大きさが大きくなるのに適応しているというものがある。ヒトでは、新生児の頭蓋骨の大きさに合わせて膣管が拡張したと考えられているので、女性は性的刺激を陰茎に与えて射精を確実にするため、腟の大きさに合うサイズの陰茎をもつ男性を性的に選択したと考えられている。
社会神経科学が専門であるラリー・ヤング教授は、ヒトのペニスが女性の子宮と子宮頚部を刺激して女性の脳内にオキシトシンを放出させる道具として進化をしたとしている。また、ペニスが大きいほど性交中に女性のオキシトシンの波を引き起こすのに効果的だとしている。

## コンドームの使用
184人の男性を対象としたオーストラリアの研究では、コンドームの破損やズレと、陰茎の長さや外周との関係が調査された。3,658個のコンドームを使用したこの研究では、正しく使用した場合、コンドームの破損率は1.34%、ズレる率は2.05%であり、全体の破損率は3.39%であった。陰茎の大きさはズレには影響しなかったが、陰茎外周とコンドームの破損は強く相関し、陰茎が大きいほど破損率が増加した。